# Rhinosimus palpalis
Rhinosimus palpalis là một loài bọ cánh cứng trong họ Salpingidae. Loài này được Baudi miêu tả khoa học năm 1877.